# Sneeuwpanteronderscheiding
De Sneeuwpanteronderscheiding (Russisch: Снежный барс; Snezjny bars) was een  Sovjet-Russische onderscheiding die werd toegekend aan alpinisten die de vijf bergen van meer dan 7000 meter op het grondgebied van de Sovjet-Unie hadden beklommen. In het Gemenebest van Onafhankelijke Staten wordt de onderscheiding nog steeds toegekend.
De betrokken bergen zijn de Ismail Samanipiek (7495 m) en de Ozodipiek (7105 m) in het huidige Tadzjikistan, de Ibn-Sinopiek (7134 m) op de grens van Tadzjikistan en Kirgizië, de Overwinningspiek (7439 m) op de grens van Kirgizië en China en de Khan Tengri (7010 m) op het drielandenpunt van Kirgizië, Kazachstan en de Volksrepubliek China.
Van deze vijf is de Overwinningspiek veruit de zwaarste en moeilijkste, gevolgd door de Khan Tengri, Samanipiek, de Korsjenevskipiek en de Ibn-Sinopiek.
In 2016 beklom de Pool Andrzej Bargiel de vijf pieken in één klimexpeditie van 29 dagen 17 uur 5 minuten.